# Takayuki Kishimoto
Pour les articles homonymes, voir Kishimoto.
Takayuki Kishimoto (岸本 鷹幸, Kishimoto Takayuki), né le 6 mai 1990 à Mutsu, est un athlète japonais, spécialiste du 400 mètres haies.

## Biographie
Son record est de 48 s 88, obtenu à Fukuroi, le 3 mai 2012, battu en 48 s 41 à Osaka le mois suivant. Il a obtenu une médaille d'argent lors de l'Universiade de 2011 à Shenzhen. Il est disqualifié lors de la première série du 400 m haies lors des Jeux olympiques de Londres.

## Palmarès
| Date | Compétition     | Lieu     | Résultat | Temps   |
| ---- | --------------- | -------- | -------- | ------- |
| 2011 | Universiade     | Shenzhen | 2e       | 49 s 52 |
| 2014 | Jeux asiatiques | Incheon  | 2e       | 49 s 81 |

## Records
| Épreuve     | Épreuve   | Temps   | Lieu  | Date        |
| ----------- | --------- | ------- | ----- | ----------- |
| 400 m haies | Plein air | 48 s 41 | Osaka | 9 juin 2012 |